# Liste italienischer Philosophen
Italienische Philosophinnen und Philosophen

## A
- Nicola Abbagnano (1901–1990)
- Francesco Acri (1834–1913)
- Giorgio Agamben (* 1942)
- Leon Battista Alberti (1404–1472)
- Roberto Ardigò (1828–1920)
- Leonardo Vittorio Arena (* 1953)

## B
- Antonio Banfi (1886–1957)
- Gasparino Barzizza (1360–1431)
- Bessarion (1403–1472)
- Norberto Bobbio (1909–2004)
- Remo Bodei (1938–2019)
- Bonaventura (1221–1274)
- Poggio Bracciolini (1380–1459)
- Leonardo Bruni (1369–1444)
- Giordano Bruno (1548–1600)

## C
- Massimo Cacciari (* 1944)
- Giulio Camillo (1480–1544)
- Tommaso Campanella (1568–1639)
- Gianni Carchia (1947–2000)
- Gerolamo Cardano (1501–1576)
- Giorgio Colli (1917–1979)
- Antonio Corsano (1899–1989)
- Benedetto Croce (1866–1952)
- Adriana Cavarero (* 1947)

## D
- Mario Dal Pra (1914–1992)
- Biagio De Giovanni (* 1931)
- Donatella Di Cesare (* 1956)

## E
- Umberto Eco (1932–2016)
- Roberto Esposito (* 1950)

## F
- Luigi Ferri (1825–1895)
- Marsilio Ficino (1433–1499)
- Francesco Fiorentino (1834–1884)
- Paolo Flores d’Arcais (* 1944)

## G
- Pasquale Galluppi (1770–1846)
- Eugenio Garin (1909–2004)
- Giovanni Conversini da Ravenna (1343–1408, nach anderen Quellen 1356–1417)
- Giovanni Gentile (1875–1944)
- Ludovico Geymonat (1908–1991)
- Vincenzo Gioberti (1801–1852)
- Sergio Givone (* 1944)
- Antonio Gramsci (1891–1937)
- Ernesto Grassi (1902–1991)
- Romano Guardini (1885–1968)

## L
- Antonio Labriola (1843–1904)
- Cristoforo Landino (1425–1498)
- Giulio Pomponio Leto (1428–1498)
- Franco Lombardi (1906–1989)
- Domenico Losurdo (1941–2018)

## M
- Niccolò Machiavelli (1469–1527)
- Marsilius von Padua (1275–1342/43)
- Piero Martinetti (1872–1943)
- Enzo Melandri (1926–1993)
- Carlo Michelstaedter (1887–1910)
- Rodolfo Mondolfo (1877–1976)
- Luisa Muraro (* 1940)

## N
- Niccolò Niccoli (1365–1437)
- Agostino Nifo (1473–1538)
- Mario Nizolio (1498–1576)

## P
- Enzo Paci (1911–1976)
- Luigi Pareyson (1918–1991)
- Francesco Patrizi da Siena (1413–1494)
- Francesco Patrizi da Cherso (1529–1597)
- Francesco Petrarca (1304–1374)
- Alessandro Piccolomini (1508–1578)
- Giovanni Pico della Mirandola (1463–1494)
- Pietro Piovani (1922–1980)
- Pietro Pomponazzi (1462–1525)

## R
- Giuseppe Rensi (1871–1941)
- Gian Domenico Romagnosi (1761–1835)
- Paolo Rossi (1923–2012)

## S
- Coluccio Salutati (1331–1406)
- Giovanni Santinello (1922–2003)
- Michele Federico Sciacca (1908–1975)
- Emanuele Severino (1929–2020)
- Manlio Sgalambro (1924–2014)
- Bertrando Spaventa (1817–1883)
- Luigi Stefanini (1891–1956)
- Agostino Steuco (1497–1548)

## T
- Bernardino Telesio (1508–1588)
- Thomas von Aquin (1225–1274)

## V
- Lorenzo Valla (1405/07–1457)
- Lucilio Vanini (1585–1619)
- Gianni Vattimo (1936–2023)
- Laura Maria Caterina Bassi Verati (1711–1778)
- Guarino von Verona (1374–1460)
- Giambattista Vico (1668–1744)
- Franco Volpi (1952–2009)

## Z
- Giacomo Zabarella (1533–1589)
- Antioco Zucca (1870–1960)